# Ophion algiricus
Ophion algiricus är en stekelart som först beskrevs av Szepligeti 1905.  Ophion algiricus ingår i släktet Ophion och familjen brokparasitsteklar. Inga underarter finns listade i Catalogue of Life.